# Dan Gilroy
Daniel Christopher "Dan" Gilroy, född 24 juni 1959 i Santa Monica i Kalifornien, är en amerikansk manusförfattare och filmregissör. Han är främst känd för filmen Nightcrawler för vilken han vann priset för bästa manus vid Independent Spirit Awards och nominerades till en Oscar för bästa originalmanus. Han är gift med Rene Russo och yngre bror till Tony Gilroy.

## Filmografi (i urval)
- 2005 – Two for the Money
- 2006 – The Fall
- 2011 – Real Steel
- 2012 – The Bourne Legacy
- 2014 – Nightcrawler
- 2019 – Velvet Buzzsaw